# Отрицательный и положительный ноль
У термина −0 существуют и другие значения, см. −0 (программирование)
О нулевом часовом поясе см. UTC+0
−0 и +0, отрицательный и положительный ноль, используются в математическом анализе как условные обозначения отрицательной и положительной бесконечно малой величины.
«Отрицательный ноль» и «положительный ноль» — это не числа в обычном смысле, а абстракции, представляющие бесконечно малую последовательность (или функцию), сходящуюся к нулю, соответственно, слева (−0) или справа (+0). Тем самым они позволяют обозначить тот факт, что сходимость — односторонняя.

## Пример
Для функции обратной пропорциональности {\displaystyle \;f(x)=1/x}
{\displaystyle \;f(-0)=-\infty },
{\displaystyle \;f(+0)=+\infty },
где {\displaystyle \;f(-0)} и {\displaystyle \;f(+0)} — это сокращённые варианты записей {\displaystyle \lim _{x\rightarrow 0-0}f(x)} и {\displaystyle \lim _{x\rightarrow 0+0}f(x)} — односторонних пределов слева и справа соответственно.
Для тангенса {\displaystyle \;f(x)=\mathrm {tg} \,(x)}
{\displaystyle \;\mathrm {tg} \,\left({\frac {\pi }{2}}-0\right)=+\infty },
{\displaystyle \;\mathrm {tg} \,\left({\frac {\pi }{2}}+0\right)=-\infty },
где {\displaystyle \;\mathrm {tg} \,\left({\frac {\pi }{2}}-0\right)} и {\displaystyle \;\mathrm {tg} \,\left({\frac {\pi }{2}}+0\right)} — это сокращённые варианты записей {\displaystyle \lim _{x\rightarrow {\frac {\pi }{2}}-0}\mathrm {tg} \,(x)} и {\displaystyle \lim _{x\rightarrow {\frac {\pi }{2}}+0}\mathrm {tg} \,(x)} — односторонних пределов слева и справа соответственно.

## В программировании
В программировании в стандарте представления чисел с плавающей запятой есть отдельные значения для положительного и отрицательного нуля. Операции с отрицательным нулём соответствуют, где это возможно, операциям с бесконечно малыми величинами, но не всегда.

## В культуре
Числами +0 и −0 применительно к сексуальности человека пользовался философ В. В. Розанов в своей работе «Люди лунного света».